# Olga Samaroff

Olga Samaroff Stokowski, ritratta di tre quarti, seduta, rivolta leggermente a sinistra, con in mano il libro Astratto/medio

Olga Samaroff, nome alla nascita Lucy Mary Olga Agnes Hickenlooper, (San Antonio, 8 agosto 1880 – New York, 17 maggio 1948), è stata una pianista, docente e critica musicale statunitense.

## Biografia

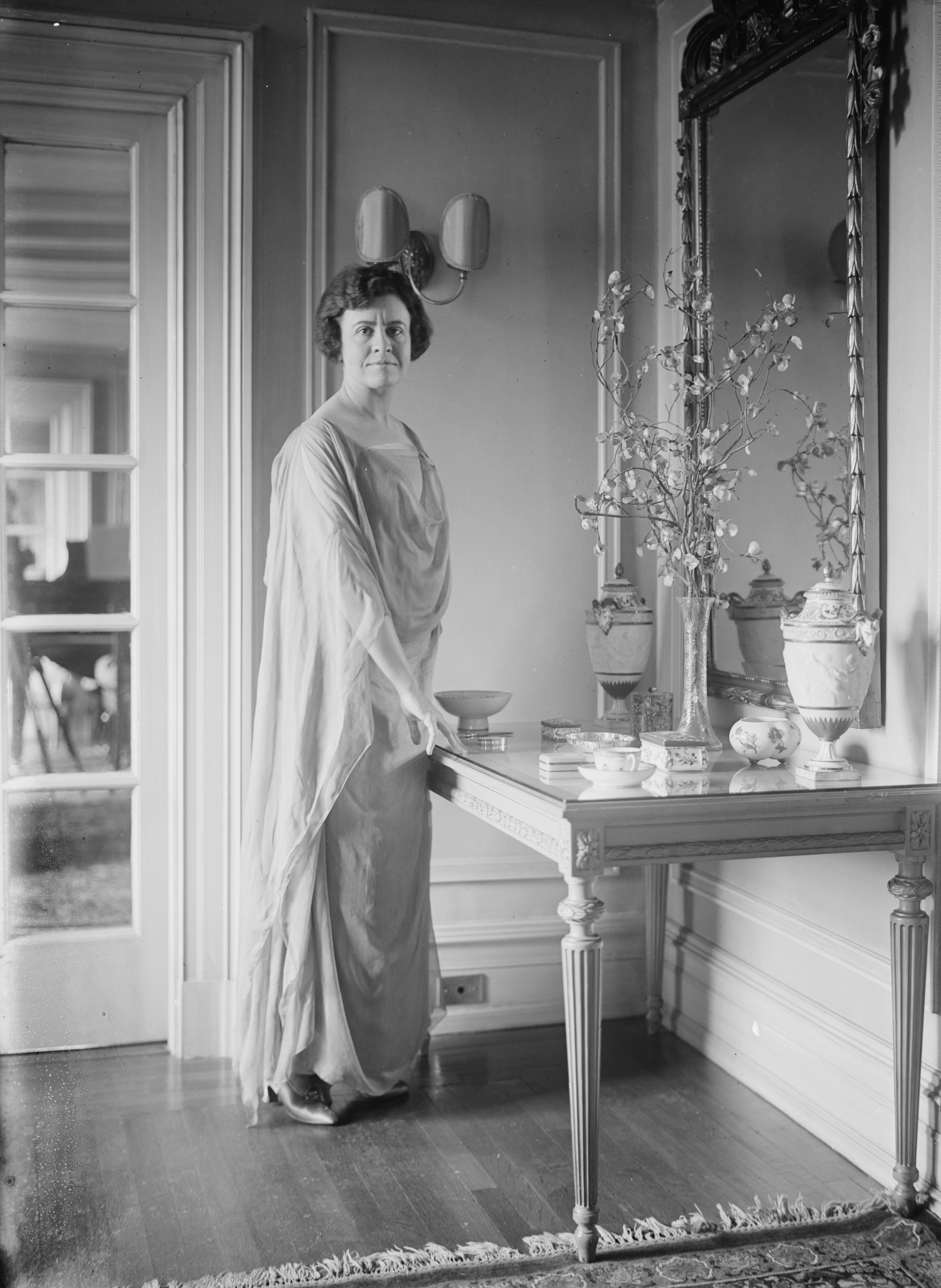
Olga Samaroff

Olga Samaroff nacque Lucy Mary Olga Agnes Hickenlooper a San Antonio, Texas e crebbe a Galveston, dove la sua famiglia possedeva un business più tardi spazzato via nell'uragano di Galveston del 1900. Dopo che fu scoperto il suo talento per il pianoforte, fu mandata in Europa per studiare, dato che all'epoca non c'erano grandi maestri di pianoforte negli Stati Uniti. Studiò per la prima volta con Antoine François Marmontel e il figlio di Alkan, Élie-Miriam Delaborde, al Conservatorio di Parigi e successivamente con Ernst Jedliczka a Berlino. Mentre era a Berlino fu sposata molto brevemente con l'ingegnere russo Boris Loutzky.
Dopo il suo divorzio da Loutzky e il disastro che aveva causato il business della sua famiglia, tornò negli Stati Uniti e cercò di ritagliarsi una carriera da pianista. Ben presto scoprì di essere ostacolata dal suo nome imbarazzante e dalle sue origini americane. Il suo agente suggerì un cambio di nome professionale, che fu preso da un parente remoto.
Come Olga Samaroff autoprodusse il suo debutto a New York alla Carnegie Hall nel 1905 (la prima donna che l'abbia mai fatto). Noleggiò la sala, l'orchestra e il direttore d'orchestra Walter Damrosch e fece un'impressione travolgente con la sua esecuzione del Concerto per pianoforte n. 1 di Čajkovskij. Suonò estensivamente negli Stati Uniti e in Europa in seguito.
Samaroff scoprì Leopold Stokowski (1882-1977) quando fu organista di chiesa presso la chiesa di St. Bartholemew di New York e in seguito direttore della Cincinnati Symphony Orchestra. Suonò il Concerto per pianoforte n. 1 di Tchaikovsky sotto la direzione di Stokowski quando fece il suo debutto ufficiale di direzione a Parigi con la Colonne Orchestra il 12 maggio 1909.
Sposò Stokowski nel 1911 e la loro figlia Sonya nacque nel 1921. A quel tempo Samaroff era molto più famosa di suo marito ed era in grado di fare pressione sui suoi contatti per far sì che Stokowski fosse nominato nel 1912 per il posto di direttore libero all'Orchestra di Filadelfia, lanciando la sua carriera internazionale. Samaroff ha fatto una serie di registrazioni nei primi anni 1920 per la Victor Talking Machine Company. Era la seconda pianista della storia, dopo Hans von Bülow, a suonare tutte e 32 le sonate per pianoforte di Beethoven in pubblico, precedendo di diversi anni Artur Schnabel (che fece la serie per la prima volta nel 1927). Il pianista tedesco Walter Gieseking eseguì anche le sonate complete in pubblico a 15 anni (circa 1910).
Nel 1923 la Samaroff e Stokowski divorziarono; tra le ragioni c'era l'infedeltà di Stokowski, da cui non si riprese mai. Si rifugiò tra i suoi amici, tra cui George Gershwin, Irving Berlin, Dorothy Parker e Cary Grant. Nel 1925 la Samaroff cadde nel suo appartamento di New York e subì un infortunio alla spalla che la costrinse a ritirarsi dall'esecuzione. Da quel momento in poi lavorò principalmente come critico e insegnante. Ha scritto per il New York Evening Post fino al 1928 e ha tenuto conferenze per gli ospiti negli anni '30.
Olga Samaroff sviluppò un corso di studi musicali per laici e fu la prima insegnante di musica ad essere trasmessa dalla televisione NBC. Insegnò al Conservatorio di Filadelfia e nel 1924 fu invitata a far parte della facoltà della neonata Juilliard School di New York. Ha insegnato in entrambe le scuole per il resto della sua vita. Chiamata "Madam" dai suoi studenti, era una loro sostenitrice, fornendo molti dei suoi contributi all'era della depressione con abiti da concerto e cibo. Spinse anche i funzionari della Juilliard a costruire un dormitorio - un progetto che non è stato realizzato fino a dopo la sua morte, decenni dopo. Il suo allievo più famoso fu il pianista William Kapell, che fu ucciso in un incidente aereo del 1953 all'età di 31 anni. Lei stessa disse che il miglior pianista a cui avesse mai insegnato era il neozelandese Richard Farrell, che morì a 31 anni in un incidente in moto in Inghilterra nel 1958.
Samaroff pubblicò un'autobiografia, An American Musician's Story, nel 1939. Morì di un attacco di cuore nella sua casa di New York la sera del 17 maggio 1948, dopo aver dato molte lezioni quel giorno.
La Samaroff è legata al generale della Guerra civile Andrew Hickenlooper e al governatore del Colorado John Hickenlooper. Nel libro di memorie di John Hickenlooper del 2016, afferma che il cambio di nome da Hickenlooper a Samaroff era stato suggerito dal cugino della Samaroff e dal giudice federale Smith Hickenlooper.

## Allievi importanti
- Richard Farrell
- Ines Gomez Carrillo
- Stewart L. Gordon
- Edith Grosz
- Natalie Hinderas
- Bruce Hungerford
- William Kapell
- Raymond Lewenthal
- Eugene List
- Jerome Lowenthal
- Carlos Moseley
- Margaret Saunders Ott
- Vincent Persichetti
- Thomas Schippers
- Claudette Sorel
- Alfred Teltschik
- Rosalyn Tureck
- Alexis Weissenberg